# Paris–Luxemburg 1965
Paris–Luxemburg 1965 war die 3. Austragung von Paris–Luxemburg, einem mehrtägigen Etappenrennen. Das Rennen wurde von Jean Stablinski vor Guido Reybrouck und Edward Sels gewonnen.

## Teilnehmende Mannschaften
| Profi-Radsportteams (9)- Solo-Superia - Flandria-Romeo - Ford France-Gitane - Margnat-Paloma-Inuri - Mercier-BP-Hutchinson - Pelforth-Sauvage-Lejeune - Peugeot-BP-Michelin - Televizier - Wiel's-Groene Leeuw Nationalmannschaft- Spanien |
| |

## Etappenübersicht
| Etappe    | Datum    | Etappenorte             | type | Länge (km) | Etappensieger            | Gesamtführender  |
| --------- | -------- | ----------------------- | ---- | ---------- | ------------------------ | ---------------- |
| 1. Etappe | 27. Aug. | Paris – Arras           |      | 206        | Willy Planckaert         | Willy Planckaert |
| 2. Etappe | 28. Aug. | Arras – Jambes          |      | 228        | Bernard Van De Kerckhove | Seamus Elliott   |
| 3. Etappe | 29. Aug. | Jambes – Charleville    |      | 165        | Edward Sels              | Seamus Elliott   |
| 4. Etappe | 30. Aug. | Charleville – Luxemburg |      | 210        | Willy Planckaert         | Jean Stablinski  |

## Ergebnisse

### Gesamtwertung
| \| Gesamtwertung \| Gesamtwertung \| Gesamtwertung \| Gesamtwertung \| Gesamtwertung \| \| Fahrer \| Fahrer \| Land \| Team \| Zeit \| \| ------------- \| --------------- \| ------------- \| ------------------------ \| ---------------- \| \| 1. \| Jean Stablinski \| Frankreich \| Ford France-Gitane \| 20 h 53 min 07 s \| \| 2. \| Guido Reybrouck \| Belgien \| Flandria-Romeo \| + 1 min 18 s \| \| 3. \| Edward Sels \| Belgien \| Solo-Superia \| + 1 min 41 s \| \| 4. \| Seamus Elliott \| Irland \| Ford France-Gitane \| + 1 min 55 s \| \| 5. \| André Foucher \| Frankreich \| Pelforth-Sauvage-Lejeune \| + 3 min 30 s \| \| 6. \| Cees Haast \| Niederlande \| Televizier \| + 3 min 30 s \| \| 7. \| Arie den Hartog \| Niederlande \| Ford France-Gitane \| + 3 min 30 s \| \| 8. \| Valentín Uriona \| Spanien \| Kas-Kaskol \| + 3 min 30 s \| \| 9. \| Johny Schleck \| Luxemburg \| Pelforth-Sauvage-Lejeune \| + 3 min 30 s \| \| 10. \| Gérard Thiélin \| Frankreich \| Ford France-Gitane \| + 3 min 30 s \| |                 |             |                          |                  |
| |                 |             |                          |                  |
| |                 |             |                          |                  |
| Gesamtwertung |                 |             |                          |                  |
| Fahrer | Fahrer          | Land        | Team                     | Zeit             |
| 1. | Jean Stablinski | Frankreich  | Ford France-Gitane       | 20 h 53 min 07 s |
| 2. | Guido Reybrouck | Belgien     | Flandria-Romeo           | + 1 min 18 s     |
| 3. | Edward Sels     | Belgien     | Solo-Superia             | + 1 min 41 s     |
| 4. | Seamus Elliott  | Irland      | Ford France-Gitane       | + 1 min 55 s     |
| 5. | André Foucher   | Frankreich  | Pelforth-Sauvage-Lejeune | + 3 min 30 s     |
| 6. | Cees Haast      | Niederlande | Televizier               | + 3 min 30 s     |
| 7. | Arie den Hartog | Niederlande | Ford France-Gitane       | + 3 min 30 s     |
| 8. | Valentín Uriona | Spanien     | Kas-Kaskol               | + 3 min 30 s     |
| 9. | Johny Schleck   | Luxemburg   | Pelforth-Sauvage-Lejeune | + 3 min 30 s     |
| 10. | Gérard Thiélin  | Frankreich  | Ford France-Gitane       | + 3 min 30 s     |